# 組版

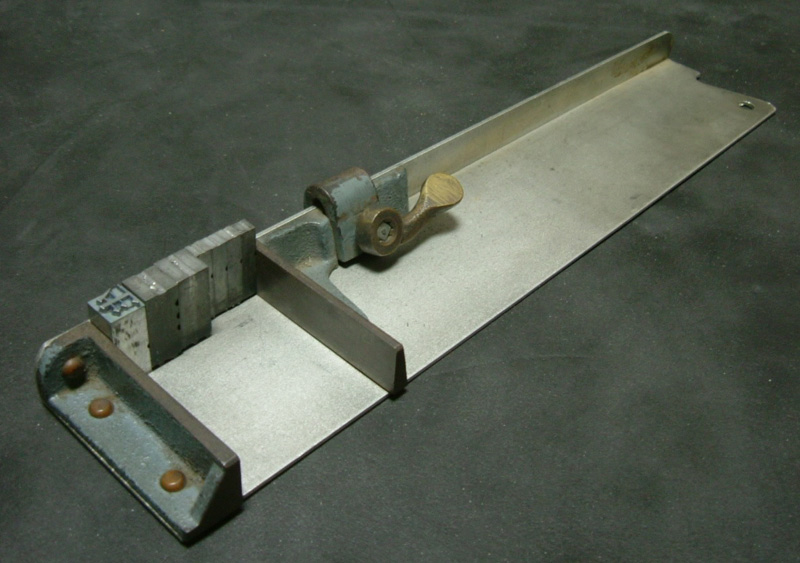
組版に用いる道具「ステッキ」と金属活字。行長に合わせておき、文選箱から文選し移した文字を整形し、インテルなどを挟み込んで組んでいく。

文字が刻まれた活字

組版（くみはん、英: typesetting）とは、原稿およびレイアウト（デザイン）の指定に従って、文字・図版・写真などを配置する作業の総称。印刷の一工程としては、文字や図版などの要素を配置し、紙面を構成すること。組み付けともいう。本来は活版印刷の用語であり、文字通り版を物理的に組むこと、活字を並べて結束糸で縛ったものを「組み版」と呼んだことに由来する。

## 概要
現在ではDTPなどにおいても、レイアウトソフトを用いて紙面を作ることを指し、そういった作業を行うことを「組む」と表現する。画面上での編集を前提としたWYSIWYGのDTPに対し、本来の組版に近い処理をソフトウェア的に行うものにTeXがある。
植字工（Typesetter）という職人が文字を拾って植字していく作業が行われた。
日本では、活版印刷からの伝統で組版にこだわりを見せる職人の技が磨かれ、写真植字（手動写植）を経て電算写植の隆盛で、組版の品質は非常に高いレベルに達し、外国からも良い評価を受けていた。
組版における文字の処理方法やページ内での配置を規定した日本工業規格として、JIS X 4051（日本語文書の組版方法）がある。
さらにJIS X 4051を基にW3Cが改定・追記した資料として「日本語組版処理の要件（日本語版）」がある
活字を並べる枠箱を英語で galley （ガレー船を喩えたもの）と呼び、これが転じて刷ったものを表し、さらに転じて校正刷りを「ゲラ」というようになった。

## 組版の用語
段組
1ページを読みやすくするために分割する方法
行ドリ
約物
文字組版に使用する記述記号類の総称。句読点・疑問符・括弧・アクセントなど。
禁則特定の約物が行頭または行末に位置しないようにすること
追い込み
禁則で発生する行中の隙間を処理する方法の一つ
ぶら下げ
句読点を版面外に位置させること
ハイフネーション
英単語の途中で行改行する際にハイフンで処理すること
カーニング
文字間を微調整すること
ジャスティフィケーション
複数行の行頭と行末を揃え、ただし段落の最終行だけ行末には揃えない方法
字割
N/A
ルビ
漢字の読みをつけること（漢字以外にもつけられることがある）
割注
本文の間に補足や説明のために付ける注記
ベタ組み
字間を空けずに文字を配置すること。字間を空けない（ベタにする）ことを明確に指向することを示す用語。棒組みのことではない。
棒組み
行数などの確認のため文字だけを配置すること。通常は予定している組版設計に従って組まれる。
罫線
N/A
ポイント（単位）、ポ、P、pt
：活字の大きさを示す単位。歴史的・地域的にさまざまなサイズがある。主なものは
アメリカ式ポイントパイカ活字の1/12 = 0.3514 mm
DTPポイント1/72インチ = 0.3528 mm
ディドー・ポイントヨーロッパで使われる。フランス・フート尺での1インチの1/72 = 0.3759 mm
級（単位）、Q：1/4 mm、写植文字の大きさ（レンズの選択）
歯（単位）、H：1/4 mm、写植文字の送り（ギアの設定）
U数（新聞活字の基本単位）
U11/1000インチ = 0.2794 mm
倍（新聞活字の常用単位）、倍 (Bai)：8U = 2.2352 mm
号数（和文活字のサイズ呼称）、下の括弧内はアメリカ式ポイントでの近似値
初号（42ポ）、一号（27.5ポ）、二号（21ポ）、三号（16ポ）、四号（13.75ポ）、五号（10.5ポ）、六号（8ポ）、七号（5.25ポ）、八号（4ポ）
全角
正体の日本語文字
半角
全角の半分、二分と同じ
アキ
活版印刷における行間、字間
全角アキ、二分四分アキ（二分＋四分＝全角×0.75）、二分アキ、三分アキ、四分アキ、六分アキ、八分アキなどが字間の指定によく使われる。
天ツキ
起こし括弧類が行頭に位置するときに半角取りにして見た目の字下げをしないこと
斜体
文字を斜め変形する。またはイタリック体
平体
文字の高さを縮小する。平1では90%、平2では80%
長体
文字の幅を縮小する。長1では90%、長2では80%
イタリック
英文フォントでファミリー中のイタリック体
ボールド
英文フォントでファミリー中のボールド体
イタリック補正
N/A
ベースライン
英文フォントの基準となる水平位置
行送り
行が並ぶ間隔。縦組みの場合は行の中央線の間隔、横組みの場合はベースラインの間隔を指すことが多い。
行間
行と行との間の空間。行間=行送り−文字サイズ。活版印刷の場合、インテルの幅で決まる。
字送り
文字から文字までの距離
字間
文字と文字との間の空間
版面
1ページの中で組版がなされるスペース
ノンブル
印字されたページ番号
文選
活版印刷での用語：原稿に従って必要な活字を採集すること
植字
活版印刷での用語：文選した活字に約物、込め物を加えてページの体裁に仕上げていくこと（仕上げられた版を「組版」と呼んだ）
込め物
活版印刷での用語：字間、行間など空間を空けるために組み込まれるもの
スペース、クワタ、インテル
網かけ
視覚的な効果を得るため、一部に網点をかけること
白抜き
濃い色の背景に文字を白く見せること
組版指定
書体・文字サイズ・行数・行間・字数・字送りなど，組体裁を定めるうえで必要となる情報を指定すること。マークアップ：[markup] 
組体裁
本などの仕上がりサイズおよびそこに配置する文字その他の表示体裁。